# Połoski
Połoski – wieś w Polsce, położona w województwie lubelskim, w powiecie bialskim, w gminie Piszczac.
| SIMC    | Nazwa   | Rodzaj     |
| ------- | ------- | ---------- |
| 0017236 | Kompony | przysiółek |
| 0017242 | Wyczos  | przysiółek |

Wieś ekonomii brzeskiej w drugiej połowie XVII wieku. Niegdyś istniała gmina Połoski.
Wieś jest sołectwem w gminie Piszczac. W roku 2021 wieś liczyła 359 mieszkańców.
Połoski są siedzibą rzymskokatolickiej parafii Trójcy Świętej. We wsi znajduje się zabytkowy kościół Trójcy Świętej, wzniesiony w 1891 jako cerkiew prawosławna oraz zabytkowy cmentarz.
W latach 1954-1961 wieś była siedzibą gromady Połoski, po jej zniesieniu w gromadzie Piszczac, od 1973 w gminie Piszczac. W latach 1975–1998 miejscowość administracyjnie należała do województwa bialskopodlaskiego.